# Poligonizacja

Animacja anihilacji i reorganizacji dyslokacji krawędziowych w sieci krystalicznej

Poligonizacja – proces tworzenia się podziaren z ziaren w wyniku zaistnienia odkształcenia plastycznego na zimno. Nazywane jest również zdrowieniem wysokotemperaturowym.
Poligonizacja w zależności od liczby systemów poślizgu działających podczas odkształcenia plastycznego na zimno może być prosta lub złożona. 
Prosta forma poligonizacji w przypadku, gdy działa tylko jeden system poślizgu jest procesem aktywowanym cieplnie i polega na tworzeniu się wąskokątowych granic daszkowych w wyniku przegrupowania się do nich nadmiaru dyslokacji jednoimiennych.

Złożona forma poligonizacji zachodzi, gdy poślizg jest w wielu systemach. W czasie wyżarzania rosną komórki dyslokacyjne o małej gęstości dyslokacji otoczone ściankami o dużej gęstości dyslokacji. Następnie powstają podziarna o małej gęstości dyslokacji i ściankach stanowiących wąskokątowe granice złożone daszkowe i skręcone.